# 니시시카마역
니시시카마역(일본어: 西飾磨駅, にししかまえき)은 일본 효고현 히메지시 시카마 구에 있는 산요 전기철도 아보시 선의 역이다. 역 번호는 SY 51이다.

## 역 구조
상대식 승강장 2면 2선의 고가역이다. 개찰구는 시카마 방향의 1곳 뿐으로 지상에 있다. 산요 전철에서는 드문 고가역으로 아보시 선이 단선이기 때문에 상하행선의 교행역이다. 자동 개찰을 갖춘 무인역이며, 역무원은 정기적으로 순회한다.

### 승강장
| 남측 | ■ 아보시 선(하행) | 아보시 행                             |
| 북측 | ■ 아보시 선(상행) | 시카마・아카시・산노미야・오사카 방면 |

## 역 주변
역전 로터리를 통해서 지역의 간선 도로인 효고 지방 도로 516호 히메지 환상선에 접속하고 있다. 간선 도로변에 상점이나 주택 및 아파트가 즐비하다. 이 길을 서북쪽으로 거의 직선으로 1.3km 앞에는 JR 서일본의 아가호역이 있다.
- 쓰다텐마 신사
- 아가 성 혼마루 터비
- 가메야마고보혼토쿠지 절 니시야마 지보
- 가모 신사
- 히메지 이마자이케 우체국
- 효고 신용 금고 니시시카마 지점

## 역사
- 1940년 10월 15일: 아보시 선이 전철 시카마(현, 시카마) ~ 유메사키가와 간 개통 시 영업 개시.
- 1987년: 고가화.
- 2016년 7월: 역 계단 층계의 점자 블록 위에 놓인 공사 울타리에 시각 장애자의 지팡이가 끼어 해당 장애자가 중상을 입었던 것이 판명됨[1].

## 인접역
| 산요 전기철도 ■ 아보시 선 | 산요 전기철도 ■ 아보시 선 | 산요 전기철도 ■ 아보시 선          |
| ------------------------- | ------------------------- | ---------------------------------- |
| SY 40 시카마 시카마 방면  |                           | 유메사키가와 SY 52 산요아보시 방면 |